# Felsenbühne Waldstein
Die Felsenbühne Waldstein ist eine Freilichtbühne auf dem Großen Waldstein im Fichtelgebirge.

Das Ensemble der Felsenbühne 2010

## Geschichte

### Anfänge in der Romantik

Das Deckblatt des Textheftes zu Des Waldsteins Wunderblume aus dem Jahr 1925

Nachdem in ganz Deutschland im Zuge der Burgenromantik Gipfel und Bergrücken mit mittelalterlichen Ruinenanlagen als Ausflugsziele für die höhere Gesellschaft entdeckt worden waren, begann man diese touristisch zu erschließen. Auf dem Waldstein wurden mehrere Pavillons und Unterstellhäuschen für die Reisenden errichtet. Davon sind zum Beispiel die tiefen Einkerbungen auf dem Teufelstisch, die der Stabilisierung von Sonnenschirmen für eine Sitzgruppe dienten, noch sichtbar. Der Sage nach sollen sie vom Spiel der Teufel mit eisernen Karten stammen. Ganz in der Nähe befanden sich zwei Unterstellhäuschen, die allerdings mit der Errichtung des „im geselligen Schweizer Stil“ erbauten Hospizes Waldstein im Jahr 1853 überflüssig geworden waren. In diesem Vorgänger des Waldsteinhauses fanden kleinere Konzerte und Theateraufführungen statt, die zur Belustigung der Wanderer beitragen sollten, bevor ein Jahr später, am 23. Juli 1854, mit dem Stück Der Citherspieler und das Gaugericht erstmals eine Aufführung in den Burghof verlegt wurde. Seit dieser Zeit gab es Pläne, eine dauerhafte Bühne für Aufführungen vor der imposanten Burgruine zu errichten, die allerdings aus unbekannten Gründen nie weiter verfolgt wurden.

### Die ersten Festspiele
Im Jahre 1523 wurden neben 18 anderen „Raubschlössern“ auch die fünf Burgen derer von Sparneck von den Truppen des Schwäbischen Bundes in Brand gesteckt und mit Pulver gesprengt (→ Wandereisen-Holzschnitte von 1523). Darunter befand sich auch die aufgrund ihrer Lage Westburg genannte Veste auf dem Waldsteingipfel. Um der Zerstörung des sparneckischen Ansitzes am 11. Juli zu erinnern, inszenierte die Ortsgruppe Münchberg des Fichtelgebirgsvereins zur 400. Wiederkehr des Schicksalstages das Stück Ihre Burgen sind zerfallen, das der damalige Redakteur der Münchberg-Helmbrechtser Zeitung, Christian Sümmerer, verfasst hatte.
Dachte man anfangs nur an ein einmaliges Spektakel, so übertraf die öffentliche Resonanz alle Erwartungen, weshalb Sümmerer sich noch im gleichen Jahr daran machte, ein reines Theaterfestspiel zu schreiben, das 1924 erstmals aufgeführt wurde. Zur Inszenierung von Des Waldsteins Wunderblume, das auf der gleichnamigen Sage basiert, wurde eine Tribüne mit 1.500 Sitzplätzen in den Felspartien eingebaut. Die insgesamt zehn Vorstellungen dieser Waldstein-Festspiele wurden von 20.000 Zuschauern besucht. Auch ein Jahr darauf konnte ein ähnlicher Erfolg erzielt werden.

### Das vorläufige Ende

Das Schlussbild der ersten Festspiele im Jahr 1924

War in der Münchberg-Helmbrechtser Zeitung vom 28. Juli 1925 noch zu lesen, dass den nächstjährigen Aufführungen bereits „mit froher Zuversicht“ entgegengesehnt wurde, gab es vorerst keine weiteren Festspiele. Die genauen Gründe dafür sind nicht bekannt, doch dürfte der berufsbedingte Umzug Sümmerers nach München eine große Rolle gespielt haben. Nach seinem Weggang führte der Darsteller des Feilenhauers, Oskar Nothaft, bis zum Ende der Saison Regie, doch fehlte es an einem Nachfolger.
Erst der Münchberger Lehrer Oskar Froschauer ergriff die Initiative und verfasste das Stück Des Roten Schlosses Untergang, das sich, wie auch Sümmerers erstes Werk, mit der Zerstörung der Waldsteinburg 1523 befasste. Nach der Erstaufführung beim Landesfest des Evangelischen Bundes am 24. August 1929 im Schützenhaus Münchberg entschloss man sich aufgrund des großen öffentlichen Interesses noch zwei weitere Vorstellungen auf dem Waldsteingipfel zu geben. Auch diese Aufführungen übertrafen alle Erwartungen, doch bildeten sie gleichzeitig das Ende der Waldstein-Festspiele. Grund dafür war unter anderem die marode gewordene Tribüne, wodurch viele Zuschauer das Geschehen im Stehen verfolgen mussten. Die dringend notwendigen finanziellen Aufwendungen konnte und wollte niemand aufbringen. Somit endete die Zeit der Festspiele nur fünf Jahre nach der ersten Aufführung. Ein letzter Versuch, sie wieder ins Leben zu rufen, schlug ebenfalls fehl: Der Hofer Heldentenor und Wagner-Schauspieler Josef Schöffel entwarf ein Konzept, das, ähnlich wie bei den Luisenburg-Festspielen, die Ausgabe von Anteilsscheinen zu je 100 Reichsmark vorsah, um die Finanzierung zu sichern. Mangels Investoren wurde das Projekt schließlich eingestellt.

### Neubeginn

Die erste Seite aus dem Textheft zur Wunderblume. Der kniende Ritter ist mittlerweile das Logo der Felsenbühne Waldstein

Im Jahr 1995 erarbeitete der Regisseur der Selber Heimatbühne, Dieter Sailer, mit dem Sparnecker Heimatforscher Reinhardt Schmalz ein neues Konzept für die Wiederbelebung der Festspiele. Zur Umsetzung ihrer Idee wurde der Verein Felsenbühne Waldstein gegründet, der als Träger fungierte. Aufgrund dieser Neuerungen konnte drei Jahre später das Stück Des Waldsteins Wunderblume erneut über die Bühne gehen, die direkt vor dem Waldsteinhaus neu errichtet worden war.
Seitdem wurden insgesamt fünf heimatgeschichtliche Stücke inszeniert:
- Des Waldsteins Wunderblume, 1998 und 1999
- Des Roten Schlosses Untergang, 2001 und 2002
- Das Geheimnis des Waldsteins, 2004 und 2005
- Das Vermächtnis, 2007 und 2008
- Der Ketzer, 2010 und 2011

## Die Stücke

### Des Waldsteins Wunderblume
Der Ritterssohn Konrad von Schauenstein ist seit der Zerstörung der Stammburg durch Rüdiger von Sparneck verschwunden. Was allerdings keiner weiß, ist, dass der Feilenhauer ihn aus den brennenden Trümmern gerettet und bei sich aufgenommen hat. Mittlerweile sind einige Jahre vergangen und Konrad ist Schäfer auf der Burg Waldstein. Zwar sind er und Rüdigers Tochter Mechthilde schon seit einiger Zeit ein Paar, doch steht der Standesunterschied einer Hochzeit der beiden im Wege. Der Feilenhauer schließlich schickt Konrad auf die Suche nach der geheimnisvollen Wunderblume, da er mit deren Hilfe Rüdiger zur Freigabe seiner Tochter bewegen kann. Nachdem Konrad sich von seinem engen Freund verabschiedet hat, kommt Mechthilde vorbei, um sich beim Feilenhauer, der als Geisterbanner in den Dörfern rund um den Waldstein unterwegs ist, die Zukunft vorhersagen zu lassen. In ihrer Hand liest er, dass sie einmal einen Ritter heiraten wird. Mechthilde, die bis dato nichts von Konrads Vergangenheit weiß, glaubt zuerst, dass der Ritter Kunz von Uprode, der sie schon seit einiger Zeit umgarnte, damit gemeint sei. Der Feilenhauer vertraut ihr sein Geheimnis an und zeigt ihr einen Talisman, den Konrad um den Hals getragen hat, als er ihn aus den Flammen rettete. Dieser ist mittlerweile seit drei Tagen auf der Suche nach der Wunderblume und trifft während seiner Reise durch die Wälder allerlei heimische Sagengestalten an. Ein Johanniskäfer, den er mit seiner Hand fängt, verwandelt sich in eine wunderschöne Blume. Gleichzeitig ertönt das Silberglöcklein und der Berg tut sich auf. In einer goldumfluteten Kapelle erscheint die Bergkönigin, die ihm die Wunderblume in Gestalt des Käfers geschickt hatte. Wohlwissend um den Erfolg seiner Mission schläft der Schäfer Konrad beruhigt ein. Während der Nacht tauchen weitere Sagengestalten wie der Gnomenkönig, die kartenspielenden Teufel und das Moosweiblein auf, das auf der Flucht vor dem Wilden Heer die Wälder durchstreift. Am nächsten Tag macht er sich frohgemut auf zur Burg, wo gerade Kunz von Uprode zusammen mit Wolf von Schauenstein, dem einstigen Feind Rüdigers, angekommen ist. Die beiden verbindet mittlerweile eine tiefe Freundschaft. Gerade als Kunz um die Hand Mechthildes anhalten will, macht Rüdiger es zur Bedingung, dass sein zukünftiger Schwiegersohn ihm die Wunderblume des Waldsteins bringt, bevor er seinen Segen erteilt. Just in diesem Moment taucht Konrad auf und zeigt die Blume der verwunderten Menge. Gleichzeitig erkennt Wolf von Schauenstein in ihm seinen verloren geglaubten Sohn und fällt Rüdiger glücklich um den Hals, als dieser der Hochzeit der beiden Verliebten zustimmt.
In seinem Stück hat Sümmerer keine Rücksicht auf historische Quellen genommen, sondern vielmehr alle Sagen des Waldsteins zu einer Geschichte zusammengefasst, wobei er aus seinem eigenen Fundus schöpfte: Christian Sümmerer gilt neben Ludwig Zapf  als einer der wichtigsten Heimatdichter des Fichtelgebirges. Zu seinen Werken zählen neben unzähligen lyrischen Arbeiten, die teilweise noch nicht veröffentlicht wurden, auch ein verschollener Roman und weitere Bühnenstücke, die jedoch nicht für die Felsenbühne verfasst worden waren.

### Des Roten Schlosses Untergang

Der Wandereisen-Holzschnitt der Westburg

Die Fehde des Hans Thomas von Absberg 1523 gegen die Freie Reichsstadt Nürnberg ist der Höhepunkt des Fränkischen Krieges. Um dem erstarkten Schrecken Frankens Einhalt zu gebieten und seine über das ganze Land verstreuten Helfer zu bestrafen, wird der Schwäbische Bund um Hilfe gebeten, der Anfang Juni ein mächtiges Heer in der Nähe von Dinkelsbühl aufstellt und damit gegen 23 Raubschlösser in ganz Franken zieht. Nachdem die Truppen des Bundes am 10. Juli des Jahres ihr Lager in Sparneck aufgeschlagen haben, ziehen sie am 11. Juli gegen den Waldstein und zerstören die Burg vollständig.
Die einzigen erhaltenen Dokumente neben den Kriegsakten sind die Wandereisen-Holzschnitte von 1523, die die brennenden Burgen zeigen. Der Autor des Stückes war der Münchberger Lehrer Oskar Froschauer, der im regen Gedankenaustausch mit Sümmerer stand und nach dessen Wegzug versuchte, die Festspiele am Leben zu erhalten.

### Anno 1523
Christian Sümmerer schrieb im Jahr 1930 an einem weiteren dreiaktigen Stück, das ursprünglich den Namen Raubritter tragen sollte, später jedoch in Anno 1523 umbenannt wurde. Sein früher Tod im Jahr 1931 hinderte ihn, die Uraufführung seines letzten Werkes selbst mitzuerleben, die aufgrund der marode gewordenen Bühne auf dem Waldstein im Vereinsheim in Münchberg gegeben wurde. Nach nur zwei gut besuchten Vorstellungen fiel der Vorhang für immer: In den Wirren des Zweiten Weltkrieges gingen sowohl das Manuskript Sümmeres als auch die Abschriften verloren. Den groben Inhalt des Spieles gab der Münchberger Ludwig Blank in einem Nachruf Sümmeres wieder: Der Raubritter Hans Thomas von Absberg flieht vor den Truppen des Schwäbischen Bundes und kommt dabei auch am Waldstein vorbei. Da er dem Sparnecker Ritter Christoph vor einigen Jahren das Leben gerettet hat, gewährt dieser ihm Schutz auf seiner Burg. Als der Nürnberger Truchsess die Auslieferung des Absbergers verlangt, gelingt diesem mit Christophs Hilfe die Flucht, worauf die Waldsteinburg in Flammen aufgeht. Als im letzten Akt seine Bauern den Zehnt verweigern, sieht er sich seines ganzen Besitzes beraubt und schwört Rache an den Nürnbergern. Gerade rechtzeitig kommt sein Sohn Wolf ins Spiel, der einem Mönchsorden beigetreten ist. Ihm gelingt es, seinen Vater von dessen Vorhaben abzubringen, woraufhin dieser das Schwert wegwirft und von seinem Sohn das Kreuz annimmt.

### Das Geheimnis des Waldsteins
Das Stück wurde von Reinhardt Schmalz, dem Vorsitzenden der Felsenbühne, und Karl Dengler verfasst, setzt kurz vor der Zerstörung der Waldsteinburg ein und beschreibt, wie es zu der Wende in der Geschichte der Herren von Sparneck kam: Sicher auf ihrer Felsenburg verschanzt, leben sie davon, Kaufleute und fahrendes Volk zu überfallen und auszurauben. Als dabei ein Kaufmann schwer verwundet zurückbleibt, nimmt ihn die Kräuterfrau Anna von Schaumberg bei sich auf und pflegt ihn gesund. Die junge Frau verliebt sich ausgerechnet in Philipp von Sparneck, was dessen Eltern nicht gutheißen. Als sie schließlich herausfinden, dass Anna den schwerverletzten Kaufmann rettete, erklären sie dies mit Magie und beschuldigen die Frau der Hexerei. Als bereits die ersten Flammen aus dem Scheiterhaufen herauslodern, wird sie von ihrem Geliebten gerettet.
Hexenprozesse und -verfolgungen lassen sich auch im Fichtelgebirgsraum belegen. Ebenso wie die Aktivitäten der Ritter von Sparneck zu Anfang des 16. Jahrhunderts gibt es auch für die Zerstörung der Burg vielerlei schriftliche Nachweise.

### Das Vermächtnis

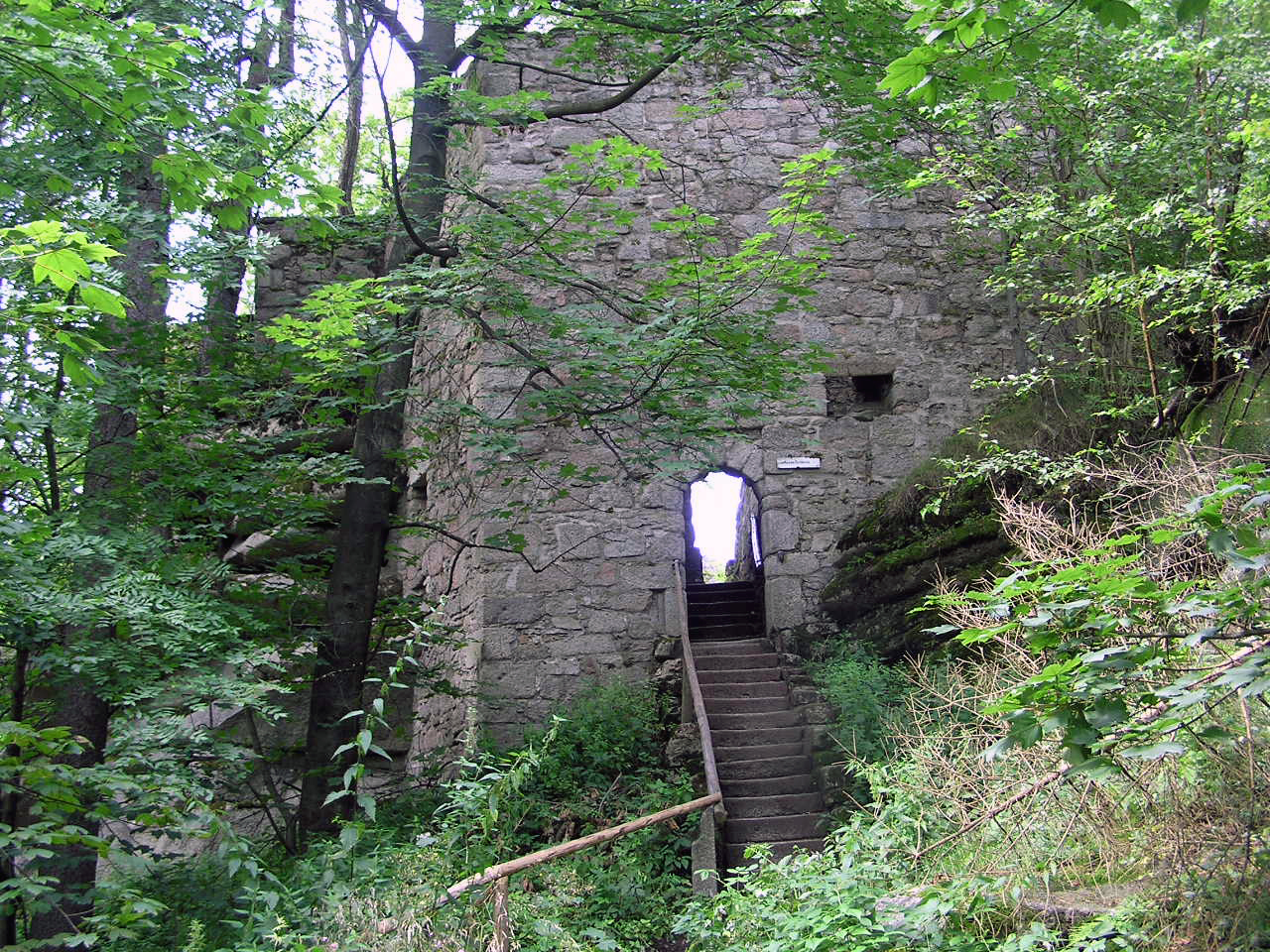
Heute zeugen nur noch einzelne Mauerreste von der mächtigen Veste

Während des 14. Jahrhunderts bekleidet Ritter Rüdiger von Sparneck wichtige Ämter im Heiligen Römischen Reich deutscher Nation. Als Kaiserpfalzverwalter in Eger ist er direkt Kaiser Karl IV. unterstellt und mächtiger Ritter im oberfränkischen Raum. Trotz des mehr oder weniger ruhigen Lebens bedrohen immer wieder Fehden und Kämpfe die Sicherheit auf dem Waldstein. So wird die nahe Burg Epprechtstein im Jahr 1352 von den Nürnberger Burggrafen erstürmt und die Familien der Wilden und der Säcke vertrieben. Nach der Schleifung dieses „Raubschlosses“ fühlen sich die Nürnberger durch Rüdigers neue Stellung im Reich bedroht und fürchten, dass das Geschlecht derer von Sparneck zu mächtig und damit zu einer Gefahr für ihre Monopolstellung werden könnte. Als schließlich Münchberg von ihnen mit den Nürnberger Stadtrechten ausgestattet worden ist, bekommen die Sparnecker die gleichen Privilegien wie die Burggrafen. Ein wahrer Glücksfall für sie ist der Tod Rüdigers von Sparneck, der kurz zuvor seine Besitzungen an seine vier Söhne aufteilte. Einer davon, Hans, begeht einen Fehler mit schwerwiegenden Folgen, als er 1361 ein Drittel der Stadt Münchberg sowie Sparneck selbst an seinen Vetter Konrad von Neuberg verpfändet. Als er den Vertrag bricht und den Besitz nicht übergeben will, zieht der Neuberger mit seinen Truppen vor der Westburg auf und droht damit, alles zu zerstören. Im letzten Moment kann Kaiser Karl IV. den Streit schlichten, indem er dem Neuberger die verpfändeten Orte abkauft und an die befreundeten Sparnecker zurückgibt.
Auch dieses Stück von Reinhardt Schmalz und Karl Dengler basiert auf wahren Begebenheiten: So war Rüdiger von Sparneck tatsächlich der Verwalter der kaiserlichen Pfalz in Eger und auch die Verleihung der Stadtrechte an Münchberg fand am 13. Juli 1364 statt. Schließlich lässt sich auch die Verpfändung durch eine Urkunde vom 11. Juli 1361 belegen. Die Aufnahme des Ritters Pabo in den Ordensstand der Deutschritter, die in einer Szene des Stückes kurz erwähnt wird, beruht ebenso auf Tatsachen.

### Der Ketzer

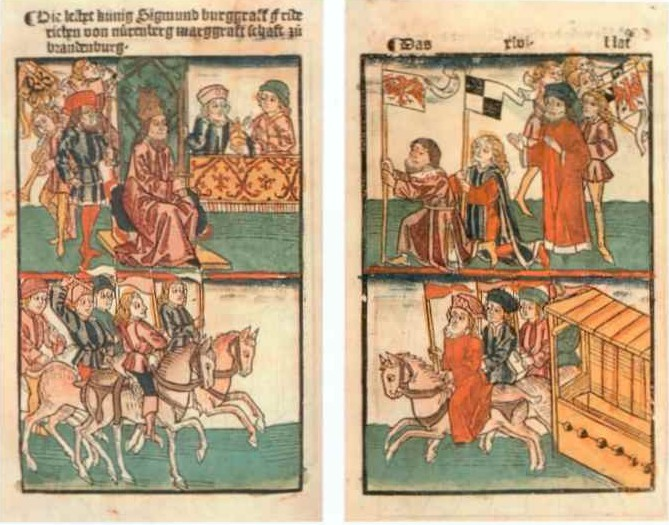
Friedrich VI. erhält die Mark Brandenburg als Lehen

Der Münchberger Kaufmann Johannes Reichel ist ein Anhänger der als Hussiten bezeichneten Truppen aus Böhmen, die die Lehren des Jan Hus mit aller Gewalt durchzusetzen versuchen. In der Tochter des Ritters Rüdiger von Sparneck, Veronica, findet er eine Gleichgesinnte. Bei einem geheimen Stelldichein verlieben sie sich und schwören sich ewige Treue über die Standesgrenzen hinaus, die einer Hochzeit der beiden im Wege stehen. Als der Pater der Waldsteinkapelle die beiden heimlich beobachtet, wird er sich darüber im Klaren, dass er durch eine Verurteilung Reichels in der Hierarchie der katholischen Kirche aufsteigen kann und beschließt, den Kaufmann der Ketzerei anzuklagen. Bei dem Prozess wird Reichel schuldig gesprochen und zum Tode auf dem Scheiterhaufen verurteilt. In letzter Sekunde gelingt es Veronica, ihn zum Abschwören zu bewegen, da sie ein Kind von ihm erwartet. Als die Hussiten den Waldstein erstürmen und der dort anwesende Markgraf Friedrich I. zusammen mit dem Pater das Weite sucht, sieht Reichel seine Zeit gekommen und stellt sich alleine den Truppen um Andreas Prokop entgegen. Durch einen Brief der heiligen Johanna von Orleans gelingt es ihm, den Waldstein zu retten. Die Truppen ziehen weiter gen Weißenstadt.

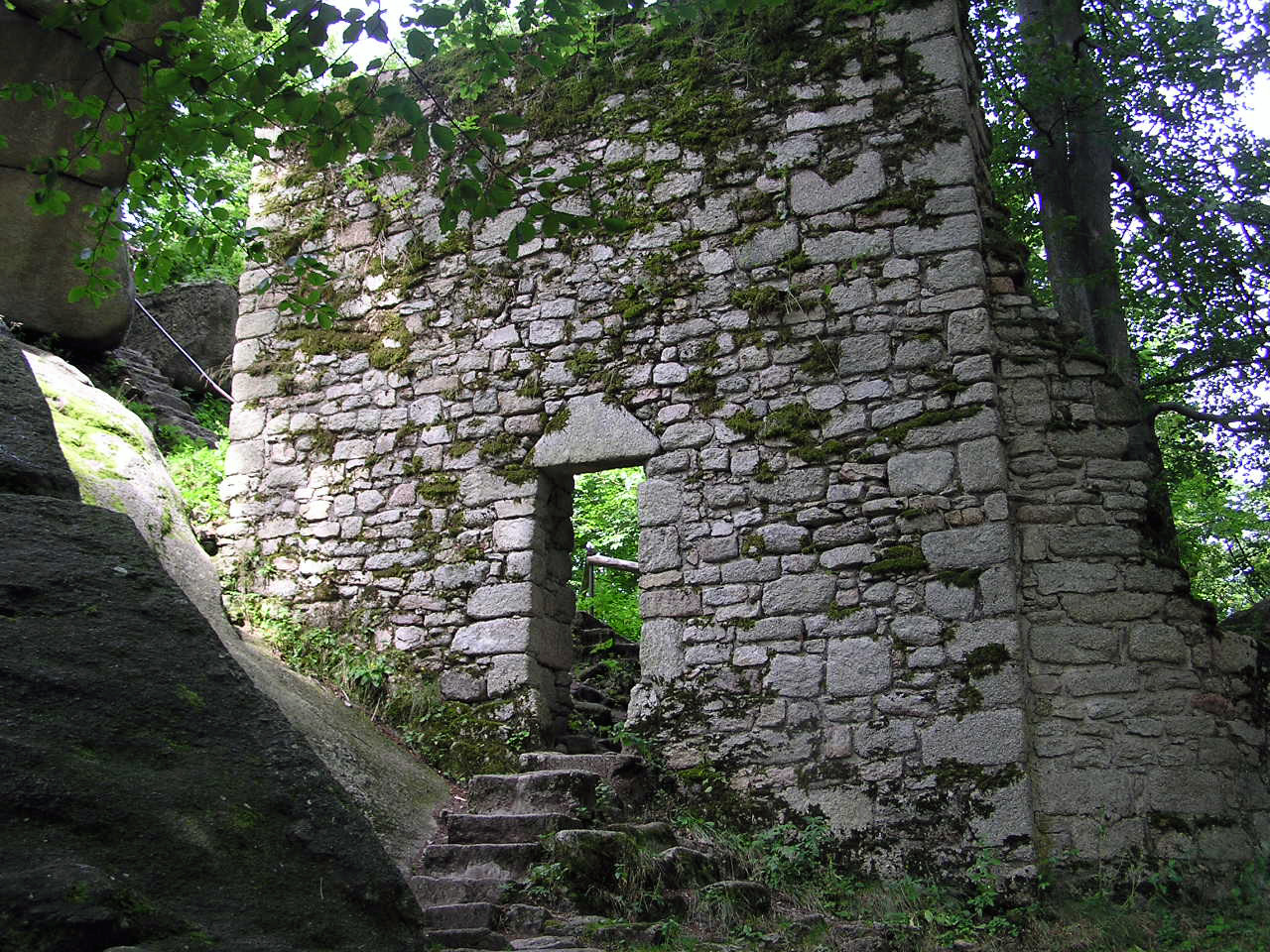
Die Ruine der Ostburg-Kapelle war ursprünglich mit Fresken und Buntglasfenstern ausgeschmückt

Das Stück wurde vom Hussitenexperten Bernd Kemter aus Gera verfasst und beruht wie alle anderen auf einem wahren Hintergrund: Burggraf Friedrich VI. erhielt auf dem Konzil von Konstanz 1415 die Markgrafschaft Brandenburg von König Sigismund übertragen, der am 13. Oktober 1417 Rüdiger von Sparneck mit den böhmischen Lehen, darunter auch dem Waldstein, versah. Der Reformator Jan Hus wurde auf dem Konzil zum Tode verurteilt und auf dem Scheiterhaufen verbrannt. Die Existenz des Münchbergers Johannes Reichel, der schließlich 1427 den Lehren des Jan Hus abschwörte, lässt sich ebenso urkundlich belegen wie der Sturm der Hussiten: Karl Dietel geht davon aus, dass sich eine bei Grabungen in der Westburg gefundene Brandschicht auf die Zerstörung der Burg durch die Hussiten zurückführen lässt. Die Kapelle, die ursprünglich zur Ostburg gehörte, ist seither Ruine. Als Grund für die Zerstörung der Sparnecker Besitzungen kann die Tatsache gelten, dass sich Hans und Arnold von Sparneck mit 80 Reitern vor der Stadt Hof den hussitischen Truppen entgegengeworfen hatten. Dass der Ordensritter Arnold dabei sein Pferd eingebüßt hat, wird ebenfalls im Stück dargestellt.

Der Eingangsbereich zur Felsenbühne
Ritter Arnold von Sparneck wird Ordensritter
Zuschauerreihen
Prozess gegen Johannes Reichel
Kurz vor der Vollstreckung des Todesurteils
Der Scheiterhaufen
Die brennende Kapelle nach der Erstürmung durch die Hussen
Die Hussiten erstürmen die Waldsteinburg